# Руська Баб'я
Руська Ба́б'я (рос. Русская Бабья) — присілок у складі Сюмсинського району Удмуртії, Росія.
Населення — 67 осіб (2010; 68 в 2002).
Національний склад (2002):
- росіяни — 64 %
- удмурти — 36 %

## Урбаноніми[3]
- вулиці — Русько-Баб'їнська